# إوتي (طبيب)
إوتي، هو طبيب مصري، يعتقد أنه عاش في عهد الأسرة التاسعة عشر، وتعود شهرته إلى اكتشاف تمثال له مصنوع من الحجر الجيري يوجد حاليا في المتحف الوطني في لايدن بهولندا. هذا التمثال يقدم لنا لمحة تتمثل في ألقابه التي حملها أثناء حياته.

## التمثال والاكتشاف
تم اكتشاف تمثال إوتي في موقع غير محدد من أرض مصر، وتم اقتناؤه لاحقًا من قبل القنصل السويدي في مصر جيوفاني أنستاسي، ثم انتقل من حوزته بيعًا إلى المتحف الوطني في لايدن. يعود تاريخ التمثال وفقًا لبعض علماء المصريات إلى الأسرة التاسعة عشرة (حوالي 1320-1180 قبل الميلاد).
ويحمل التمثال نقوشًا هيروغليفية على جانبيه الأمامي والخلفي، والتي تتضمن نصوصًا تقليدية تتمثل في صيغة القرابين. وتذكر النقوش أن إوتي كان كاتبًا ملكيًا (سش نيسوت) وكبير أطباء (ور سونو). وتظهر في هذه النقوش العلاقة الوثيقة بين إوتي ومدينة منف، حيث أن صيغة القرابين تذكر تقديمها لروحه باسم الإله بتاح-سوكر-أوزير المعبود الرئيسي في المدينة، فربما تلقى إوتي دراسته وتدريبه المهني في هذه المدينة.
يظهر التمثال إوتي وهو يحمل جسمًا اسطوانيا طويلاً في يده اليسرى، قد يكون بردية طبية أو أداة أخرى متعلقة بمهنته كطبيب.
كما يمكننا أن نرى في التمثال إوتي كشخص ممتلئ الجسم ذي ملامح لطيفة ورأس حليق. ولا تقدم النقوش تفاصيل كثيرة عن حياة إوتي الشخصية، لكنها تؤكد على مكانته كطبيب وكاتب ملكي.